# الحمرارة (السبرة)

تعديل مصدري - تعديل

الحمرارة محلة تابعة لقرية السوائل، التابعة لعزلة الازهور بمديرية السبرة إحدى مديريات محافظة إب في الجمهورية اليمنية، بلغ تعداد سكانها 45 حسب تعداد اليمن لعام 2004.